# سيرنيكي
سيرنيكي (بالبيلاروسية: сырнікі) (بالروسية: сырники) أو سيرناكي (بالأوكرانية: сирник) وهي فطائر سلافية شرقية مقلية من جبنة الكوارك، وتُقدم مع القشدة الحامضة أو الفاكهة المحفوظة أو المربى أو العسل أو صلصة التفاح. قد يحتوي خليط الفطائر على الزبيب ايضاً. تُعرف هذه الفطائر في روسياً أيضاً باسم «تفوروتشنيكي» (творо́жники). وهي جزء من المطبخ البيلاروسي والروسي والأوكراني واللاتيفي والصربي.

## أصل الكلمة
اسم «سيرنيكي» مشتق من كلمة «سير» (сыр)، وهي ما تعني الآن عموماً «الجبن (الأصفر)» باللغة الروسية، ولكن كانت تعني ذات يوم الجبن الأبيض الطري.

## طريقة التحضير
يتم إعداد السيرنيكي عن طريق خلط جبن الكوارك القشدي مع الطحين والبيض والسكر، وفي بعض الأحيان يُضاف مستخلص الفانيليا. ومن ثم يُشكل الخليط الطري إلى كرات مسطحة صغيرة تُقلى بالزيت النباتي أو الزبدة الساخنة. يجب أن يبقى قوام الفطائر طرياً مع القليل من اللون البني على كلا الجانبين. يُضاف أحياناً إلى الخليط الزبيب أو المشمش المجفف أو التفاح الطازج أو الكمثرى. عادةً ما تُقدم فطائر السيرنيكي مع الفواكه المحفوظة أو المربى أو السميتانا (نوع من القشدة الحامضة) و/أو الزبدة المذابة. وهي فطائر تقليدية تُقدم للفطور أو كحلوى، ويمكن أن تكون فطائر مالحة كذلك. بساطة الطبق ومذاقه جعله شائع جداً في أوروبا الشرقية.

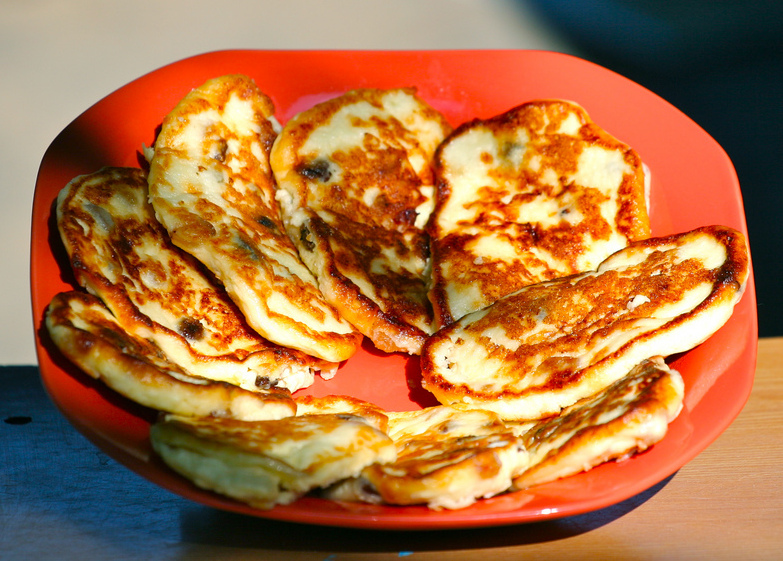
سيرنيكي بالزبيب.
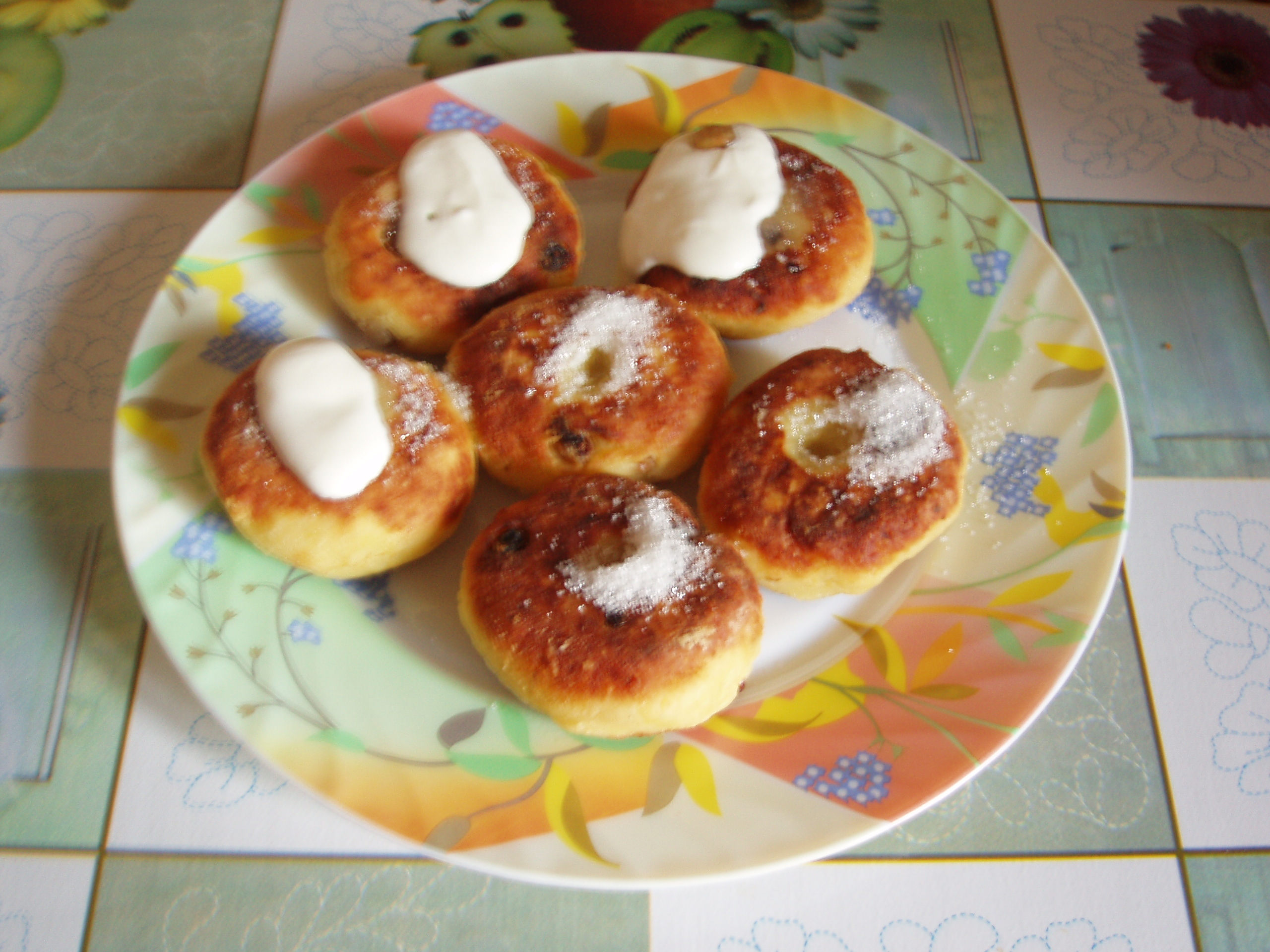
سيرنيكي مع القشدة الحامضة.
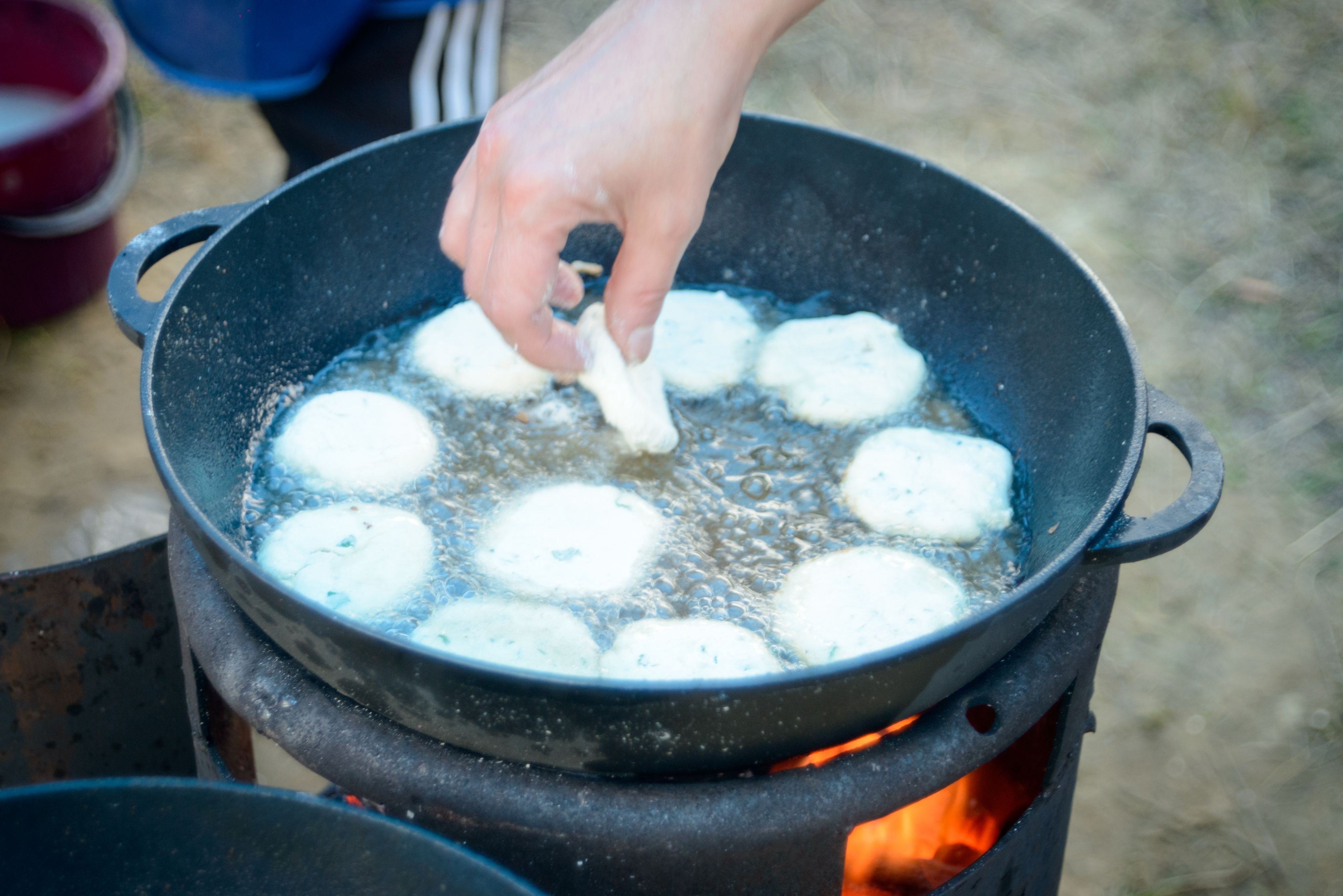
فطائر السيرنيكي وهي تٌقلى.